# Палацо Даванцати
Палацо Даванцати (на италиански: Palazzo Davanzati) е дворец от 16 век във Флоренция, в който в наши дни се помещава Музео дела Каза Фиорентина Антика.
През 19 век дворецът е разделен на апартаменти, но в началото на 20 век е възстановен напълно. Екстериорът е много близък до създадения през 1580 г., когато лоджия заменя зъберите по покрива и Даванцати слагат своя герб на фасадата.
Дворецът е затворен за посетители през 1995 г. за основен ремонт. Намира се на ул. „Порта Роса“ 13.